# Banchus minor
Banchus minor là một loài tò vò trong họ Ichneumonidae.